# Philoliche littoralis
Philoliche littoralis är en tvåvingeart som beskrevs av H. Oldroyd 1957. Philoliche littoralis ingår i släktet Philoliche och familjen bromsar.
Artens utbredningsområde är Kenya. Inga underarter finns listade i Catalogue of Life.